# Eutelsat 7C
Eutelsat 7C ist ein kommerzieller Kommunikationssatellit des in Luxemburg ansässigen Satellitenbetreibers Eutelsat.

## Missionsverlauf
Eutelsat gab im März 2016 bekannt, dass sie Space Systems/Loral (übernommen von Maxar Technologies) für den Bau eines neuen geostationären Kommunikationssatelliten beauftragt hatten. Der Start war ursprünglich auf Mitte 2018 festgelegt, wurde dann aber um ein Jahr verschoben. Eutelsat 7C startete am 20. Juni 2019 auf einer Ariane-5-Trägerrakete vom Raumfahrtzentrum Guayana (zusammen mit AT&T T-16) ins All.
Er arbeitet seitdem von seiner geostationären Position bei 7° Ost und löste dort Eutelsat 7A ab, welcher daraufhin nach 139° West verschoben wurde. Er arbeitet von dort zusammen mit Eutelsat 7B. Durch Eutelsat 7Cs Betrieb wird die Transponderkapazität über Zentralafrika fast verdoppelt. Er kann in Europa, Zentralafrika und dem nahen Osten empfangen werden. Die Übertragung erfolgt im Ku-Band.

## Technische Daten
Space Systems/Loral baute den Satelliten auf Basis des SSL-1300-Satellitenbusses. Im Gegensatz zu allen anderen gefertigten Satelliten auf dieser Basis ist Eutelsat 7C der einzige, welcher nur mit Elektromotoren ausgestattet ist. Er soll durch diese einen sehr effizienten Betrieb bereitstellen können. Das Raumfahrzeug ist dreiachsenstabilisiert und besitzt eine geplante Lebensdauer von 15 Jahren. Des Weiteren ist er mit 44 Hochleistungs-Ku-Band-Transpondern ausgerüstet und wird durch zwei große Solarmodule und Batterien mit Strom versorgt. Zusätzlich besitzt er 4 STP-100 Plasmatriebwerke zur Lageregelung.
Der Satellit beherbergt außerdem eine Transpondernutzlast, um Regierungskommunikationsdienste über den Missionsgebieten zu verstärken.